# Pegylis gestroi
Pegylis gestroi är en skalbaggsart som beskrevs av Brenske 1895. Pegylis gestroi ingår i släktet Pegylis och familjen Melolonthidae. Inga underarter finns listade i Catalogue of Life.